# Zdeněk Šenkeřík
Zdeněk Šenkeřík (Zlín, 19 de dezembro de 1980) é um jogador de futebol tcheco que joga no Slavia Praga.

## Carreira no clube
O nativo de Zlín passou por vários clubes checos na sua carreira. Ele foi comprado de um compromisso turco malsucedido em Malatyaspor no verão de 2007 pelo Slavia. Na mesma época, 2007/08, jogou com o Slavia pela primeira vez na UEFA Champions League, na qual ajudou significativamente a sua equipa a avançar para a parte de primavera da Taça dos Campeões Europeus, especialmente com um golo de empate no jogo de volta no Steaua Bucareste romeno (1:1). No primeiro jogo contra o Steaua, marcou o primeiro golo de sempre do Slavia na Liga dos Campeões (o Slavia venceu por 2-1). Neste confronto, ele também usou um truque de futebol que a UEFA usou para fazer um vídeo instrutivo.